# Ferrovia di Évora
La ferrovia di Évora (in portoghese Linha de Évora) è una linea ferroviaria portoghese, a scartamento iberico, che collega la ferrovia dell'Alentejo, dalla stazione di Casa Branca ad Évora. Fino al 2009 era attiva fino ad Estremoz.

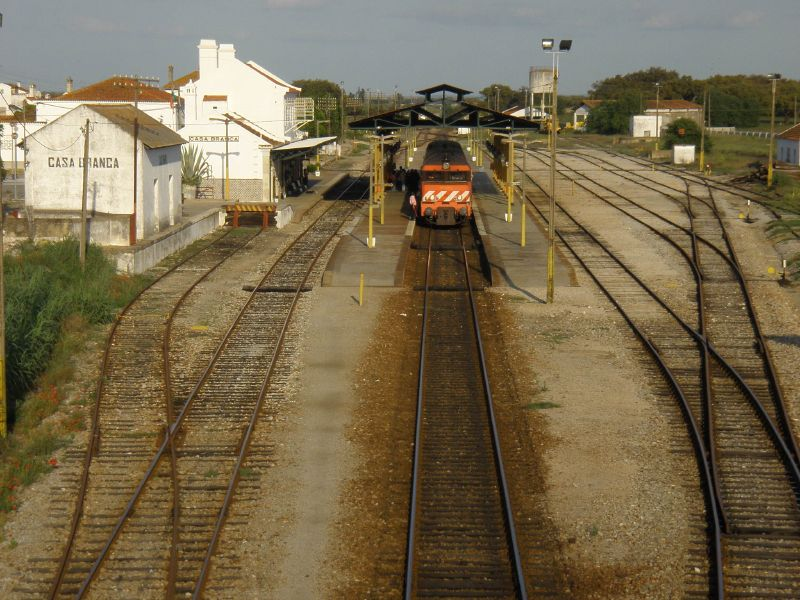
Stazione di Casa Branca

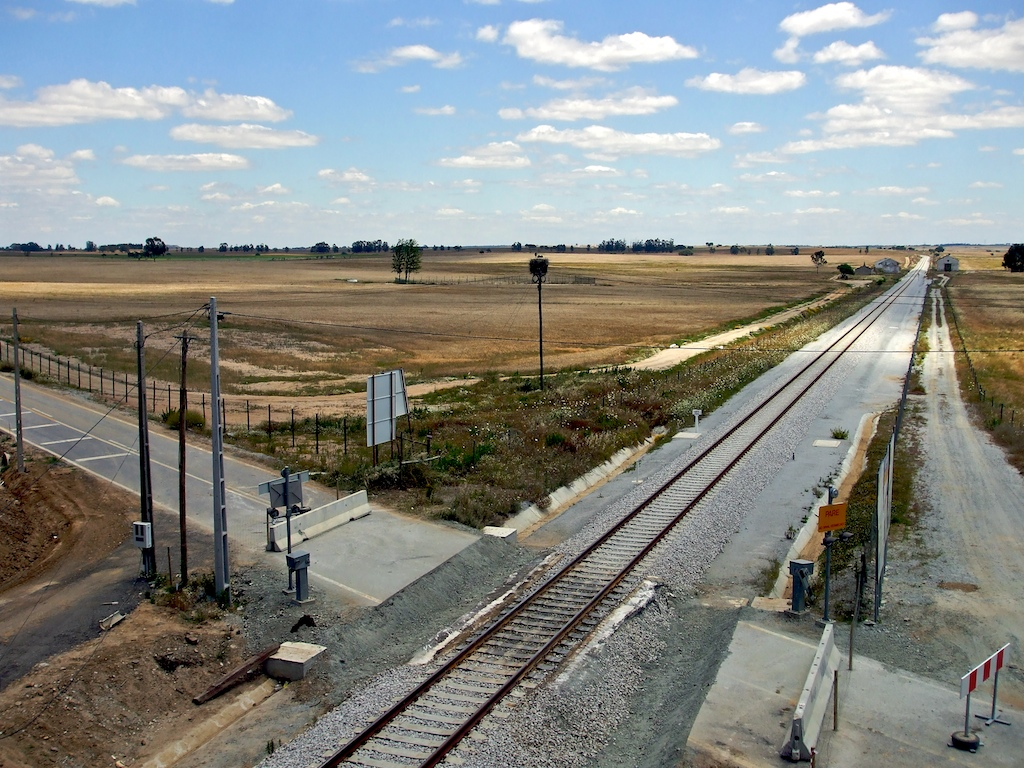
Tratto di ferrovia nei pressi di Tojal

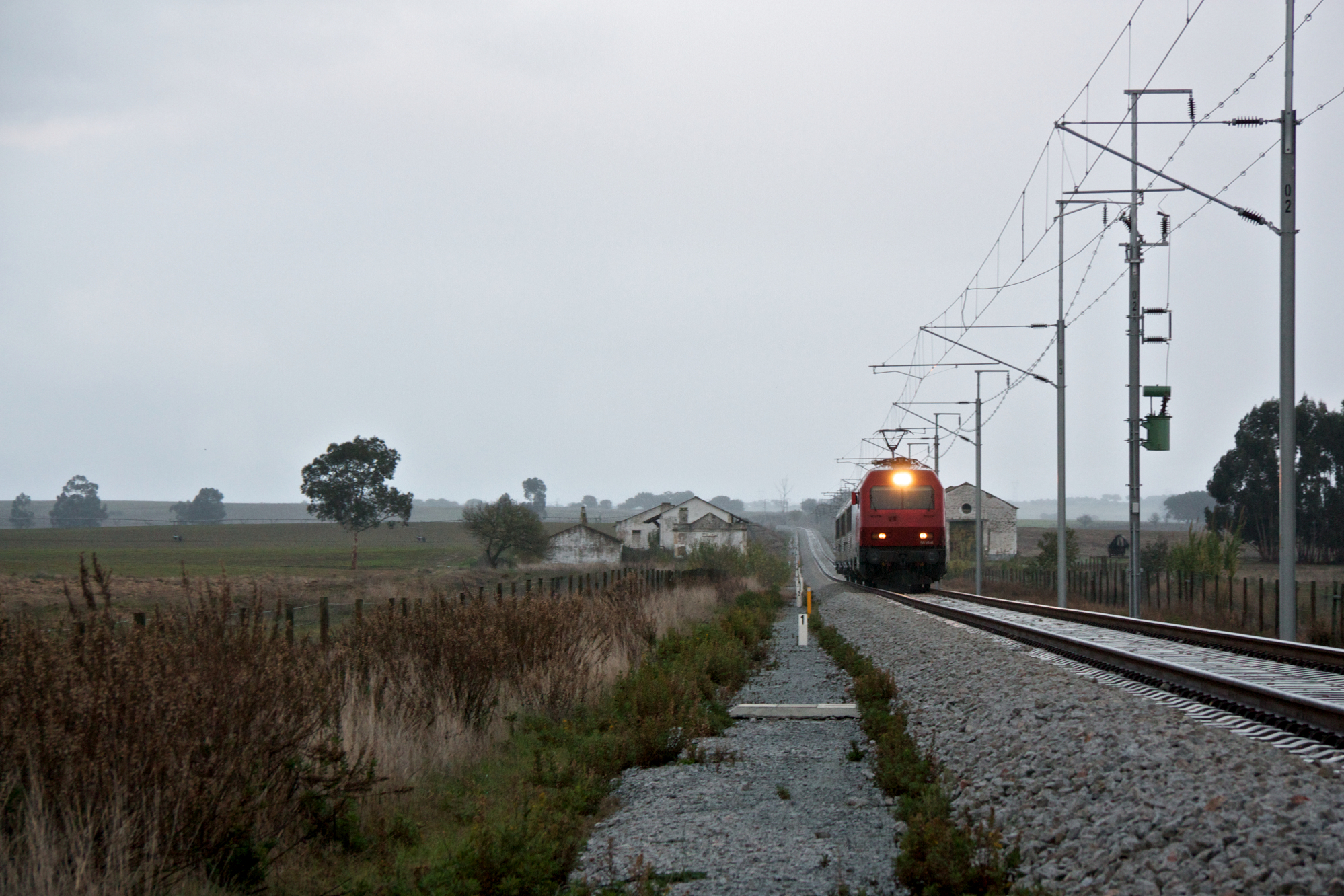
Treno Intercity a trazione elettrica nei pressi di Tojal nel 2011

## Storia

### Prodromi
Uno dei primi progetti di costruzione di ferrovie in Portogallo fu, negli anni 1840, uno per un collegamento internazionale con la Spagna, a Siviglia, passando per Évora, Beja e Mértola con diramazione per Estremoz ed Elvas. Unitamente ad altri progetti avrebbe dovuto essere realizzato dalla Companhia das Obras Públicas de Portugal ma a causa dell'instabilità politica del periodo attorno al 1846 questa andò in fallimento.

### Collegamenti con Évora
Un progetto successivo prevedeva di collegare la sponda sud del fiume Tago con Vendas Novas importante nodo viario della regione; la prima idea di una tranvia a trazione ippica venne abbandonata a favore di una ferrovia per Évora e Beja che avrebbe potuto continuare, da Évora, per Elvas, sulla ferrovia dell'Est.
Il 19 aprile 1854 il marchese di Ficalho e José Maria Eugénio de Almeida, in nome della Companhia Nacional dos Caminhos de Ferro ao Sul do Tejo, presentarono un progetto di collegamento tra Aldeia Galega e Vendas Novas, ottenendone il 24 giugno la concessione a costruirlo e gestirlo; il progetto, a scartamento normale prevedeva di raggiungere Beja con diramazioni per Évora e Setúbal. La prima tratta Barreiro-Bombel fu inaugurata il 15 giugno 1857.
Nel giugno 1859 il governo approntò un disegno di legge per costruire, ma a scartamento iberico i collegamenti ferroviari da Vendas Novas per Beja e Évora. L'incarico venne affidato ad un gruppo di investitori britannico che formarono la Companhia dos Caminhos de Ferro do Sueste; il contratto prevedeva il binario unico ma predisposizione del sedime per il raddoppio eventuale, una durata di 99 anni della concessione e la possibilità, per lo Stato, di riscatto al termine dei primi 15 anni 
.
Lo Stato chiese alcune varianti di tracciato e assicurò appoggio finanziario.
Il 23 gennaio 1861, la Companhia ao Sul do Tejo aveva collegato Bombel a Vendas Novas mentre da quest'ultima stazione era in costruzione l'altra ferrovia per Beja e Évora; lo scartamento differente presupponeva un irrazionale trasbordo di merci e viaggiatori.
La linea per Évora fu aperta il 14 settembre 1863 e quella per Beja il 15 febbraio 1864.

### Tratta Évora-Estremoz
Nell'aprile del 1864, dopo la nazionalizzazione della Companhia ao Sul do Tejo e l'affidamento delle linee alla Companhia do Sueste venne inserito nel contratto un prolungamento della Linha de Évora a Crato, sulla ferrovia dell'Est passando per Estremoz in quanto pur essendovi un gran numero di miniere la zona era poco servita da strade e inoltre si pensava ad un collegamento internazionale con la Spagna.
La situazione finanziaria della Companhia divenne precaria; dal 1869 lo Stato iniziò a prendersi cura della regolarità dell'esercizio delle linee mentre veniva raggiunta Estremoz il 22 dicembre 1873.

### Prolungamento su Vila Viçosa
Il 6 ottobre 1898 un progetto prevedeva il prolungamento della Linha de Évora fino alla ferrovia dell'est spostando il punto di innesto da Crato ad Elvas per Vila Viçosa. Tale progetto e la connessione Évora-Ponte de Sor furono inclusi nel programma del 27 novembre 1902.
Il 2 agosto 1905 il tratto per Vila Viçosa venne inaugurato; il rimanente tratto per Elvas venne annullato per l'opposizione delle autorità militari con Decreto n. 18190, del 28 marzo 1930.

### Connessione alla ferrovia di Mora
Il tratto per la stazione di Mora entrò in funzione l'11 luglio 1908.

### Tra prima guerra mondiale e metà degli anni Trenta
Nel 1917 a causa della scarsezza di carbone vennero diminuiti i servizi sulla linea.
Nel 1934 la Companhia dos Caminhos de Ferro Portugueses installò la linea telefonica sulla tratta Vendas Novas-Évora
Durante gli anni trenta la Companhia sostituì diversi vecchi ponti in ferro.

### Dal 1990 in poi
Dal 1º gennaio 1990 fu sospeso il traffico viaggiatori tra Évora ed Estremoz. Nello stesso anno iniziarono i treni Intercity tra Barreiro, Beja ed Évora.
Nel 2009 cessò l'esercizio della tratta Évora ed Estremoz che venne ufficialmente dismessa dal 2011. Il 14 giugno 2010 la Linha de Évora venne sospesa per necessità di manutenzione e vennero istituiti servizi alternativi. Le opere previste comprendevano l'elettrificazione, il rinnovamento dell'armamento e delle infrastrutture, in circa 60 km tra Bombel e Casa Branca ed Évora con un investimento complessivo di circa 48 milioni di euro. La tratta fu riaperta il 24 luglio 2011.
| Unknown route-map component "CONTgq" | Unknown route-map component "STR+r" |  |

|  | Station on track |

|  | Unknown route-map component "xABZgl" | Unknown route-map component "CONTfq" |

|  | Unknown route-map component "exLSTR" |

|  | Unknown route-map component "exABZg+l" | Unknown route-map component "exCONTfq" |

| Scenic interest | Unknown route-map component "exBHFSPLa" |  |

| Unknown route-map component "exCONTgq" | Unknown route-map component "exvSTRr-SHI1r" |  |

|  | Unknown route-map component "exBHF" |

|  | Unknown route-map component "exHST" |

|  | Unknown route-map component "exHST" |

|  | Unknown route-map component "exBHF" |

|  | Unknown route-map component "exHST" |

|  | Unknown route-map component "exHST" |

|  | Unknown route-map component "exHST" |

|  | Unknown route-map component "exHST" |

|  | Unknown route-map component "exHST" |

|  | Unknown route-map component "exvSTR-STR+l" | Unknown route-map component "exdCONTfq" |

| Unknown route-map component "exdCONTgq" | Unknown route-map component "exvSTR+r-STR" | Unknown route-map component "exvSTR-" |

| Unknown route-map component "exBS2c1" | Unknown route-map component "exBS2+lr" + Unknown route-map component "KBHFxa" | Unknown route-map component "exBS2c4" |

| Unknown route-map component "KDSTaq" | Unknown route-map component "ABZgr" |  |

|  | Unknown route-map component "eBHF" |

|  | Unknown route-map component "eBHF" |

|  | Unknown route-map component "ABZg+l" | Unknown route-map component "CONTfq" |

| Unknown route-map component "exCONTgq" | Unknown route-map component "eABZg+r" |  |

|  | Station on track |

| Unknown route-map component "CONTgq" | One way rightward |  |